# الأسرة القرمانلية

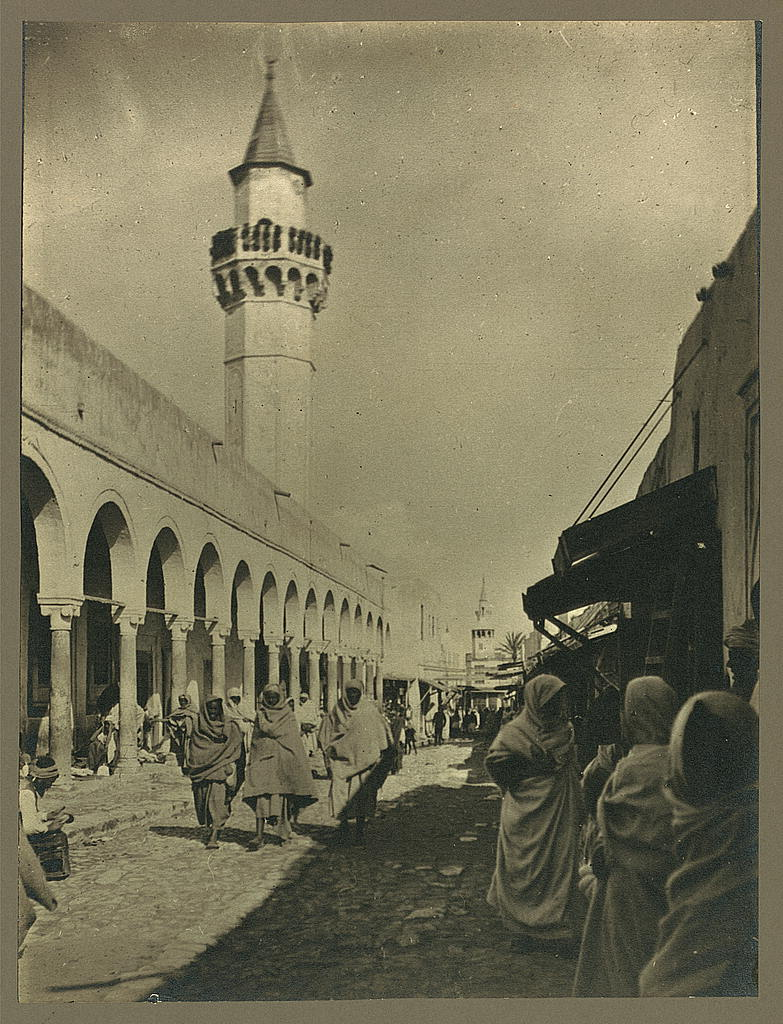
مشهد من شوارع طرابلس، سوق المشير. المسجد الموجود على اليسار هو مسجد أحمد باشا القرمانلي (القرن التاسع عشر).

الأسرة القرمانلية هي أسرة تُنسب لإقليم قرمان بالأناضول، حكمت ليبيا مدة قرن وربع تقريباً. أسسها أحمد القرمانلي سليل بني قرمان الذين أسسوا سابقا «إمارة قرمان» عام 1250م جنوب الأناضول. قاد أحمد القرمانلي سنة 1711 ثورة شعبية أطاحت بالوالي، وكان أحمد القرمانلي ضابطا في الجيش العثماني وقرر تخليص البلاد من الحكام الفاسدين ووضع حد للفوضى. ولما كان الشعب الليبي قد ضاق ذرعا بالحكم الصارم المستبد فقد رحب بأحمد القرمانلي الذي تعهد بحكم أفضل، وقد وافق السلطان على تعيينه باشا على ليبيا ومنحه قدرا كبيرا من الحكم الذاتي. ولكن القرمانليين كانوا يعتبرون حتى الشؤون الخارجية من اختصاصهم، وكانت ليبيا تمتلك أسطولا قويا مكَّنَها من أن تتمتع بشخصية دولية وأصبحت تنعم بنوع من الاستقلال.
كان يوسف باشا القرمانلي حاكما طموحا أكد سيادة ليبيا على مياهها الإقليمية وطالب الدول البحرية المختلفة برسوم المرور عبر تلك المياه. كما طالب في سنة 1803 بزيادة الرسوم على السفن الأمريكية تأمينا لسلامتها عند مرورها في المياه الليبية. وعندما رفضت الولايات المتحدة تلبية طلبه استولى على إحدى سفنها. الأمر الذي دفع الأمريكيين إلى فرض الحصار على طرابلس وضربها بالقنابل. ولكن الليبيين استطاعوا مقاومة ذ لك الحصار وأسروا السفينة الحربية الأمريكية «الفرقاطة فيلادلفيا» عام 1805 الأمر الذي جعل الأمريكيين يخضعون لمطالبهم. وبذلك استطاع يوسف باشا أن يملأ خزائنه بالأموال التي كانت تدفعها الدول البحرية تأمينا لسلامة سفنها. ولكن يوسف باشا ما لبث أن أهمل شؤون البلاد وانغمس في الملذات والترف ولجأ إلى الاستدانة من الدول الأوروبية.
كان السلطان العثماني قد بدأ يضيق بيوسف باشا وبتصرفاته، خاصة عندما رفض يوسف مساعدة السلطان ضد اليونانيين 1829 وفي هذه الأثناء قامت ضد القرمانليين ثورة عارمة بقيادة عبد الجليل سيف النصر. واشتد ضغط الدول الأوروبية على يوسف لتسديد ديونه. ولما كانت خزائنه خاوية فرض ضرائب جديدة، الأمر الذي ساء الشعب وأثار غضبه، وانتشر السخط وعمت الثورة وأرغم يوسف باشا على الاستقالة تاركا الحكم لابنه علي وكان ذلك سنة 1832، ولكن الوضع في البلاد كان قد بلغ درجة من السوء استحال معها الإصلاح. وعلى الرغم من أن السلطان محمود الثاني (1808-1839) اعترف بعلي واليا على ليبيا فإن اهتمامه كان منصبا بصورة أكبر على كيفية المحافظة على ما تبقى من ممتلكات الإمبراطورية خاصة بعد ضياع بلاد اليونان والجزائر 1830. وبعد دراسة وافية للوضع في طرابلس قرر السلطان التدخل مباشرة واستعاد سلطته. وفي 26 مايو 1835 وصل الأسطول التركي طرابلس وألقى القبض على علي باشا ونقل إلى تركيا، وانتهى بذلك حكم القرمانليين في ليبيا.